# Adenosilmetionina decarbossilasi
La adenosilmetionina decarbossilasi è un enzima numero EC 4.1.1.50 appartenente alla classe delle liasi, che catalizza la seguente reazione di decarbossilazione:
S-adenosil-L-metionina + H+ ⇄ S-adenosil-metioninammina + CO2